# ميريام شابيرا لوريا
ميريام شابيرا لوريا (بالإنجليزية: Miriam Shapira-Luria)‏ المعروفة أيضًا باسم رابانيت ميريام، وهي عالمة تلمودية في أواخر العصور الوسطى. وفقا لأكاديمي لورنس ف. فوكس، كانت واحدة من «النساء» الأكثر علمًا بالتلمود.

## عائلتها
ولدت ميريام شابيرا لوريا في أواخر القرن الرابع عشر في كونستانس، على الحدود الجنوبية الألمانية. كان والدها الحاخام سليمان شابيرا ، أحد أحفاد راشي (المعلق الشهير في القرن الحادي عشر). كان شقيق شابيرا لوريا الحاخام البارز من كونستانز. كان زوجها يوتشانان لوريا المعروف بتفسير التلمود بشكل تحرري.

## الشريعة اليهودية
درست شابيرا لوريا، المعروفة أيضًا باسم رابانيت ميريام في بادوفا، إيطاليا. وأقامت في مدرسة دينية (لدراسة النصوص اليهودية المركزية) وألقت محاضرات عامة حول القانون اليهودي. كانت على دراية تامة بالكتابات الحاخامية حيث كان نادراً في ذلك الوقت أن يوجد شخص ملم بالتقاليد اليهودية.
تعلمت شابيرا لوريا الشريعة اليهودية وكانت معروفة أيضًا بجمالها.
على الرغم من أنها كانت عالمة، لم تُمنح شابيرا لوريا مطلقاً «المنيان» (وهو حق النصاب المكون من عشرة رجال يهود بالغين المطلوب لإقامة الواجبات الدينية، خصوصا صلاة اليهود، التي تعتبر «عامة» إذا تم المنيان، فتقرأ كاملة، بما في ذلك مقاطع تُعتبر مقدسة والتي لا تقرأ في الصلاة المنفردة.)

## أصلها
كانت شابيرا لوريا من أصل عائلة لوريا الحاخامية من جدة سولومون لوريا (ماهارشال)، وهالاخاه الشهير (القاسم اليهودي).